# Торосян, Вардуш Пилосовна
Вардуш Пилосовна Торосян (1927, село Закви, Ахалкалакский район, ССР Грузия) — доярка колхоза села Закви Ахалкалахского района, Грузинская ССР. Герой Социалистического Труда (1966).

## Биография
Родилась в 1927 году в крестьянской семье в селе Закви Ахалкалкского района. Трудовую деятельность начала после окончания сельской школы в годы Великой Отечественной войны дояркой на животноводческой ферме местного колхоза села Закви Ахалкалакского района.
В годы Семилетка (1959—1965) ежегодно показывала высокие трудовые результаты по надою молока. Заняла передовое место в социалистическом соревновании среди доярок Грузинской ССР. Указом Президиума Верховного Совета СССР от 2 апреля 1966 года удостоена звания Героя Социалистического Труда за «достигнутые успехи в развитии сельского хозяйства, промышленности и науки Грузинской ССР» с вручением ордена Ленина и золотой медали «Серп и Молот» (№ 10898).
После выхода на пенсию проживала в родном селе Закви Ахалкалакского района. С 1983 года — персональный пенсионер союзного значения.